# لوسي كرو
لوسي كرو (بالإنجليزية: Lucy Crowe)‏ هي مغنية أوبرا ومغنية بريطانية، ولدت في 1978 في ستافوردشاير في المملكة المتحدة.

## وصلات خارجية
- لوسي كرو على موقع ميوزك برينز (الإنجليزية)
- لوسي كرو على موقع أول ميوزيك (الإنجليزية)
- لوسي كرو على موقع ديسكوغز (الإنجليزية)